# 神明南
神明南（しんめいみなみ）は、東京都足立区の町名。現行行政地名は神明南一丁目及び神明南二丁目。住居表示実施済み区域である。

## 地理
東京都足立区の東部に位置し、足立区東部を南北に貫流する綾瀬川の東岸、東京地下鉄綾瀬車両基地の北側にあたる。北で花畑運河を挟んで神明、東で辰沼、南で谷中・北加平町、西で綾瀬川を挟んで南花畑と隣接する。綾瀬川を北上すると300mで埼玉県境となる。
昭和初期頃は花畑運河の堤防沿いに農家が一軒のある他は綾瀬川沿いに金魚の養殖場があるだけで、その他は畑作耕地と荒地しかなかったという。現在でも高層集団住宅が多い足立区内では珍しく都営住宅や公団住宅が見られず、町全体が住宅地として細分化されている。

### 地価
住宅地の地価は、2024年（令和6年）7月1日の地価調査によれば、神明南1-8-11の地点で22万6000円/m2となっている。

## 歴史

### 地名の由来
1963年（昭和38年）まで現在の神明南にあたる区域は単独の行政区画ではなく、神明町、内匠町、花畑町、辰沼町の境界線が複雑に入り組んでいた。しかし、綾瀬川以東の土地区画整理事業の際に町界の変更と町名の新設が行われ、神明町の南に位置していたことから神明南町と名づけられた。その後の住居表示実施で再び町域の変更が行われた際に、神明南町がこの地域の中核を占めたことから「神明南」と命名された。

### 沿革
- 1963年（昭和38年）7月16日 - 町名地番整理により、神明町・花畑町・内匠町・辰沼町の一部が神明南町となる。
- 1978年（昭和53年）4月1日 - 神明南町の全域と花畑町・内匠町の一部地域に住居表示が実施され、神明南一・二丁目が新設される。

## 世帯数と人口
2025年（令和7年）1月1日現在（足立区発表）の世帯数と人口は以下の通りである。
| 丁目         | 世帯数    | 人口    |
| ------------ | --------- | ------- |
| 神明南一丁目 | 943世帯   | 1,992人 |
| 神明南二丁目 | 749世帯   | 1,573人 |
| 計           | 1,692世帯 | 3,565人 |

### 人口の変遷
国勢調査による人口の推移。
| 年                 | 人口  |
| ------------------ | ----- |
| 1995年（平成7年）  | 3,228 |
| 2000年（平成12年） | 3,126 |
| 2005年（平成17年） | 3,090 |
| 2010年（平成22年） | 3,503 |
| 2015年（平成27年） | 3,469 |
| 2020年（令和2年）  | 3,500 |

### 世帯数の変遷
国勢調査による世帯数の推移。
| 年                 | 世帯数 |
| ------------------ | ------ |
| 1995年（平成7年）  | 1,109  |
| 2000年（平成12年） | 1,151  |
| 2005年（平成17年） | 1,173  |
| 2010年（平成22年） | 1,468  |
| 2015年（平成27年） | 1,437  |
| 2020年（令和2年）  | 1,523  |

## 学区
区立小・中学校に通う場合、学区は以下の通りとなる（2023年4月時点）。なお、足立区では学校選択制度を導入しており、区内全域から選択することが可能。ただし、小学校に関しては、2018年（平成30年）度から学区域または学区域に隣接する学校のみの選択になる。
| 丁目         | 番地    | 小学校               | 中学校               |
| ------------ | ------- | -------------------- | -------------------- |
| 神明南一丁目 | 全域    | 足立区立花畑小学校   | 足立区立第十三中学校 |
| 神明南二丁目 | 7番以降 | 足立区立中川北小学校 | 足立区立第十三中学校 |
| 神明南二丁目 | 1〜6番  | 足立区立辰沼小学校   | 足立区立谷中中学校   |

## 事業所
2021年（令和3年）現在の経済センサス調査による事業所数と従業員数は以下の通りである。
| 丁目         | 事業所数  | 従業員数 |
| ------------ | --------- | -------- |
| 神明南一丁目 | 71事業所  | 577人    |
| 神明南二丁目 | 53事業所  | 379人    |
| 計           | 124事業所 | 956人    |

### 事業者数の変遷
経済センサスによる事業所数の推移。
| 年                 | 事業者数 |
| ------------------ | -------- |
| 2016年（平成28年） | 136      |
| 2021年（令和3年）  | 124      |

### 従業員数の変遷
経済センサスによる従業員数の推移。
| 年                 | 従業員数 |
| ------------------ | -------- |
| 2016年（平成28年） | 866      |
| 2021年（令和3年）  | 956      |

## 施設
- 東部障害福祉総合センター
- 足立区立第十三中学校
- 神明住区センター
- 綾瀬警察署神明交番
- 足立消防署神明出張所
- 神明南公園
- 雪見公園

## その他

### 日本郵便
- 郵便番号 : 121-0057[3]（集配局 : 足立北郵便局[16]）。